# William Henry Bartlett
William Henry Bartlett (Kentish Town, 26 marzo 1809 – 13 settembre 1854) è stato un artista britannico, noto soprattutto per le sue numerose incisioni.

## Biografia
Bartlett nacque a Kentish Town, un sobborgo a nord-ovest di Londra, nel 1809. 
Viaggiò molto sulle isole britanniche, e nella seconda metà degli anni '40 del XIX secolo, anche nei Balcani ed in Medio oriente. fece anche quattro visite nel Nord America tra il 1835 ed il 1852.
Nel 1835, Bartlett visitò per la prima volta gli Stati Uniti per disegnarne gli edifici, le città ed i paesaggi degli stati nord-orientali. Le incisioni in acciaio finemente dettagliate prodotte da Bartlett, vennero pubblicate in bianco e nero, con un testo di Nathaniel Parker Willis col titolo di American Scenery; or Land, Lake, and River: Illustrations of Transatlantic Nature, in 30 fascicoli mensili dal 1837 al 1839. 
Nel 1838 Bartlett è in Canadas per produrre schizzi per il Canadian scenery illustrated, pubblicato nel 1842 da Willis.
Le incisioni di Bartlett sono state ampiamente copiate da artisti coevi e successivi, ma non si conosce alcuna pittura a olio di sua mano. 
Stampe basate sulle incisioni di Bartlett vennero usate per il suo postumo History of the United States of North America, terminato da Bernard Bolingbroke Woodward e pubblicato verso il 1856.
William Henry Bartlett morì di febbre, a bordo di una nave francese, al largo delle coste di Malta, mesntre stava ritornando dal suo ultimo viaggio nel Vicino Oriente, nel 1854.
La preoccupazione principale di Bartlett, era di dare "impressioni vivaci di luoghi reali", come scrisse nella prefazione a  The Nile Boat  (Londra, 1849). 
Molte delle sue vedute contengono rovine o elementi del passato, tra cui molte scene di chiese, abbazie, cattedrali e castelli.

## Galleria d'immagini

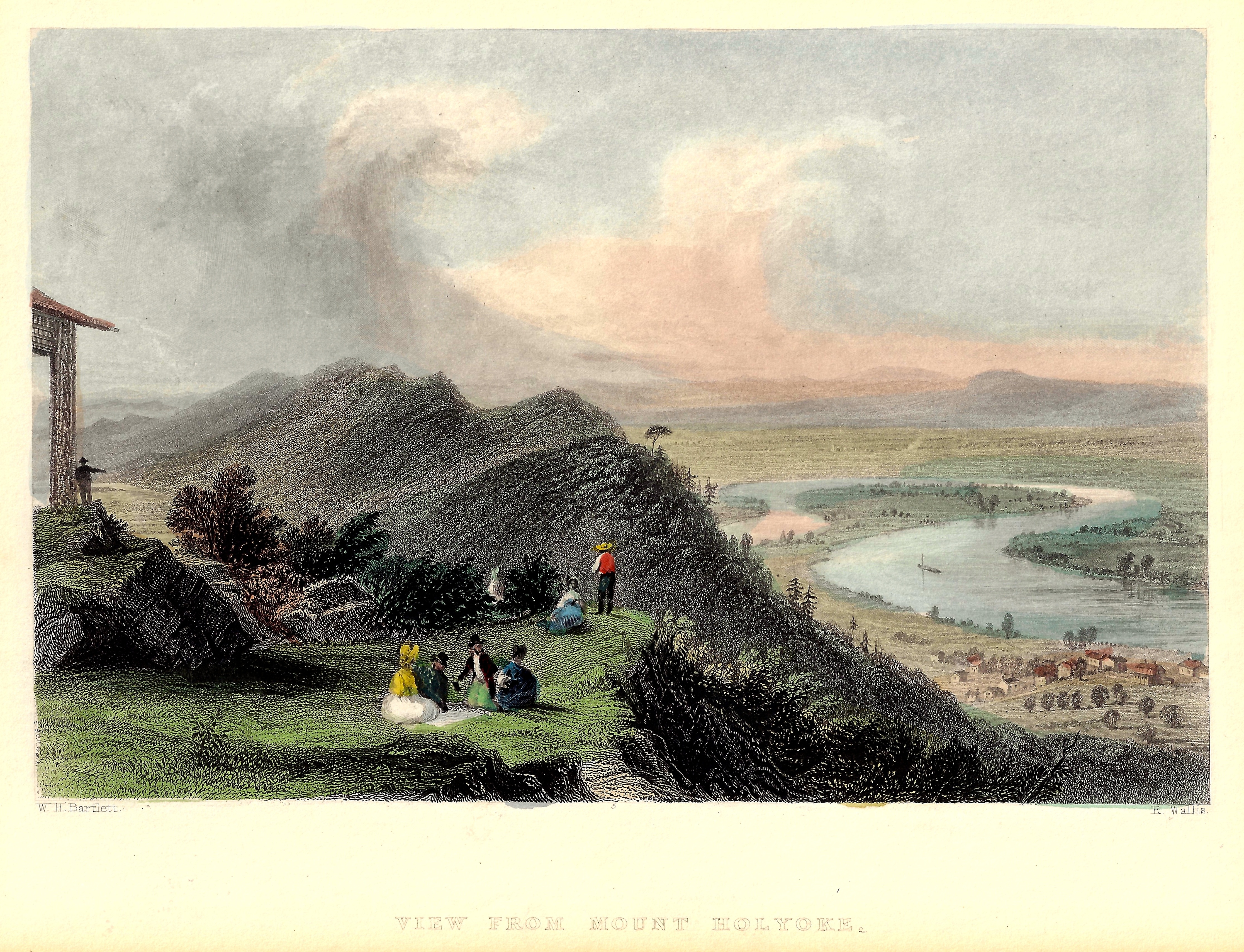
Panorama dal Monte Holyoke (Massachusetts), 1835
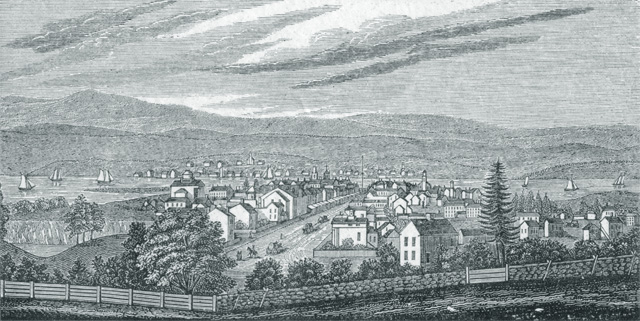
City of Hudson, NY, 1837
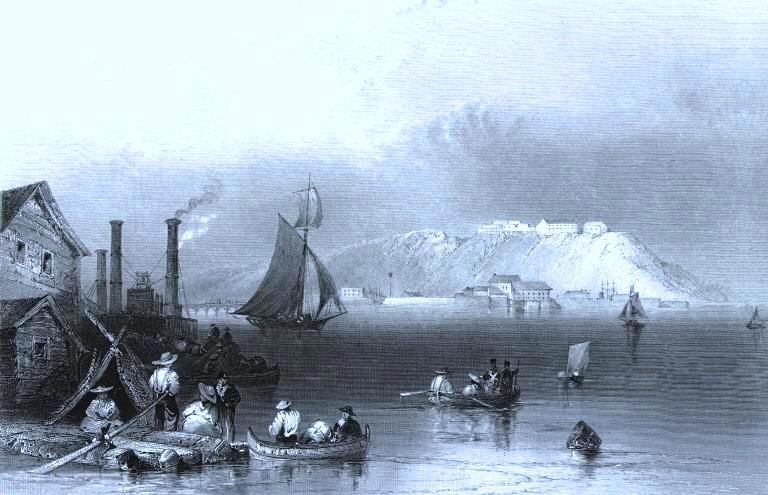
Cittadella di Kingston 1839—1842
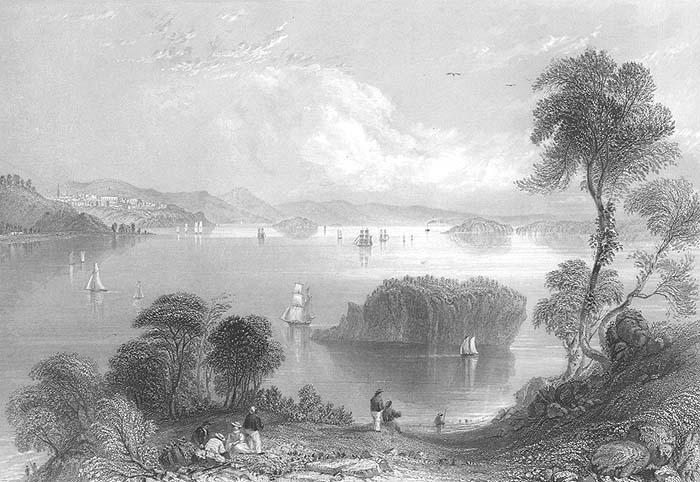
Eastport e baia di Passamaquoddy, 1839
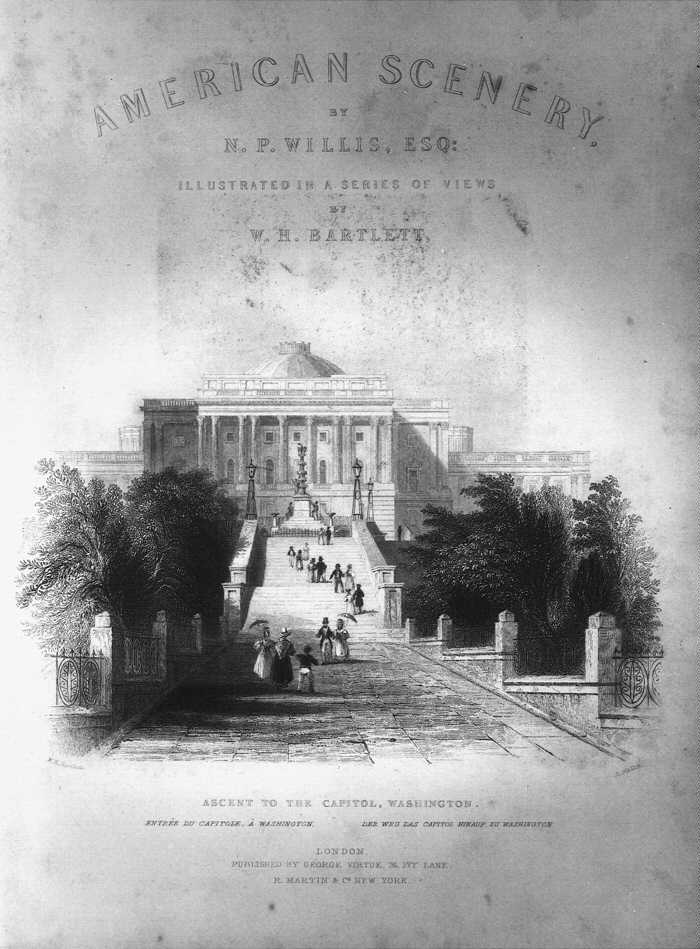
American Scenery di N. P. Willis, 1840
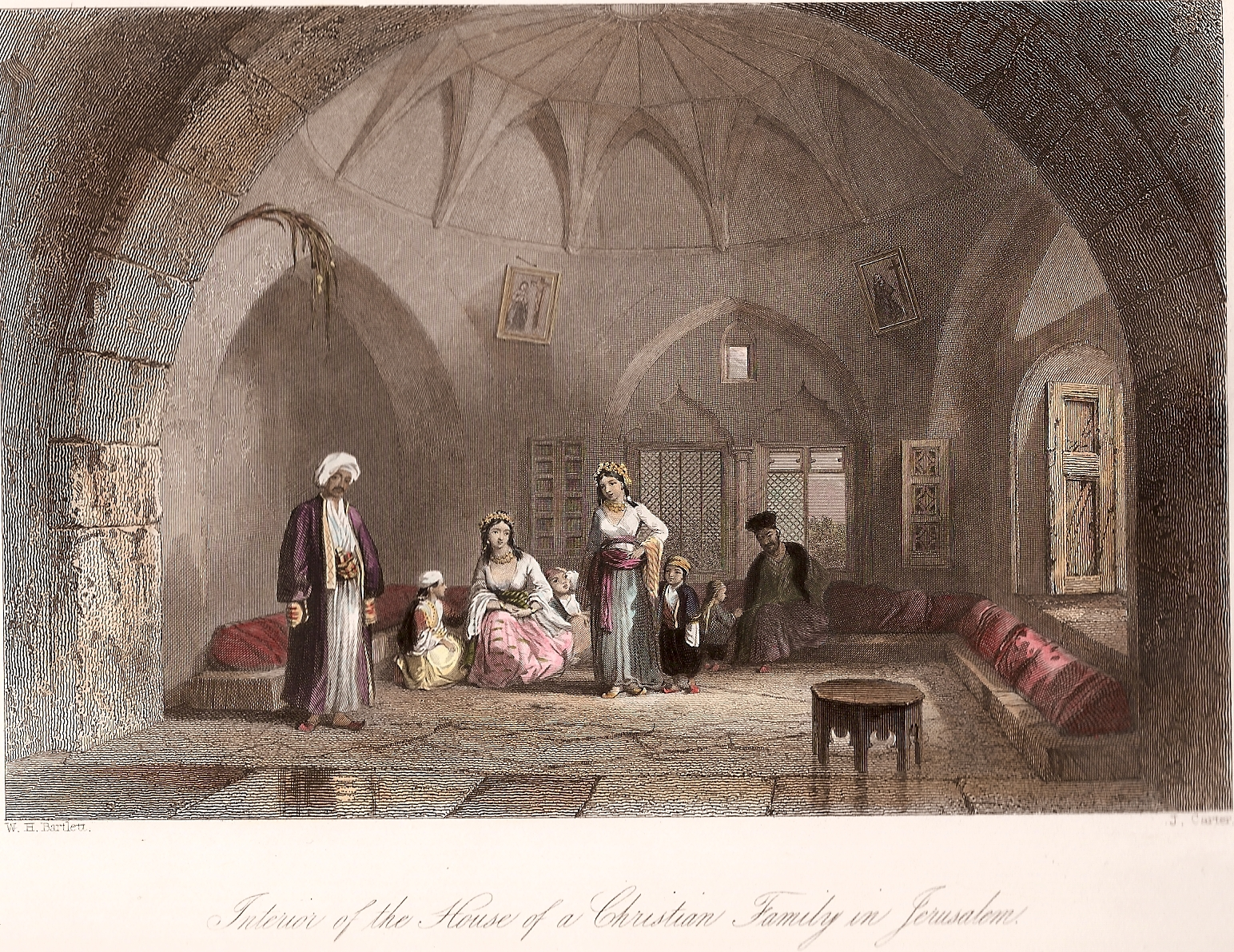
Interno di una casa di cristiani a Gerusalemme, ca 1850
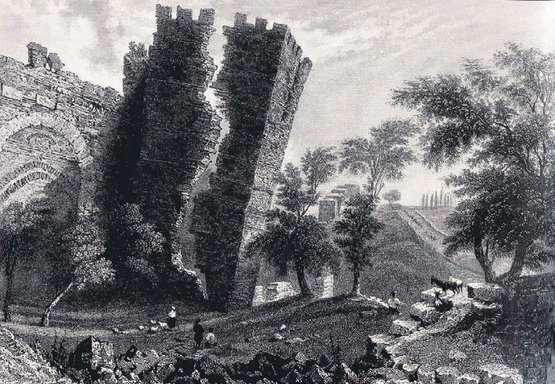
Mura di Costantinopoli, ante 1838
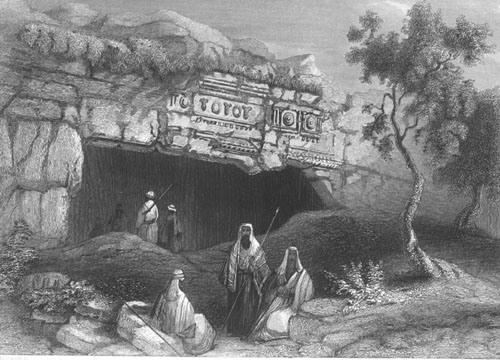
Tombe dei re a Gerusalemme